# حديقة تشابادا ديامانتينا الوطنية
حديقة تشابادا ديامانتينا الوطنية (بالبرتغالية: Parque Nacional da Chapada Diamantina‏) هي حديقة وطنية في منطقة تشابادا ديامانتينا في ولاية باهيا في البرازيل.